# سمر العطار
سمر العطار (من مواليد عام 1945) هي كاتبة وروائية ومترجمة سوريّة.

## الحياة المُبكّرة والتعليم
وُلدت سمر العطار في العاصمة السوريّة دمشق، كما درست في جامعة دمشق وحصلت على إجازة في الأدب العربي وماجستير في اللغة الإنجليزية، ثم حصلت على الماجستير الثاني في اللغة الإنجليزية من جامعة دالهوزي. حصلت عام 1973 على درجة الدكتوراه من جامعة ولاية نيويورك في بينغهامتون. درست اللغتين العربية والإنجليزية في كندا والولايات المتحدة والجزائر وألمانيا، ثمّ قامت فيما بعد بتدريس الدراسات العربية في جامعة سيدني.

## المسيرة المهنيّة
نشرت سمر العطار روايتها الأولى بعنوان «لينا: صورة لفتاة دمشقية»عام 1982، تبعه كتاب (بالإنجليزية: The House on Arnus Square)‏ في عام 1988. قامت بترجمة هاتين الروايتين إلى اللغة الإنجليزية بنفسها، كما نشرت مقالات علمية وكتب مدرسية عن تدريس اللغة العربية وترجمات للشعر العربي.
في روايتها «لينا: صورة لفتاة دمشقية»، تناولت سمر العطار قصّة بطلة الرواية لينا وكيف تتمردُ على الوضع الذي كانته المرأة السورية آنذاك ومعاناتها من الجهل والتخلف والخضوع للرجل والانصراف للبيت وإنجاب الأطفال، أما الزوج فلينا كانت تريده رفيقًا لا سيدًا وشريكًا لا مالكًا وفي رأيها أن حبّ المرأة للرجل لا يعني فقدان الذات بل تأكيدها. عادت سمر لقصّة نشأة لينا تلك الفتاة الدمشقية التي كبرت في جو محتقن مليء بالأفكار المتضادة، بين المجتمع و الماركسية و إمتعاض المحيط العائلي من تأثرها بهذا الفكر لأن أصحابه لا يؤمنون بالله: الحركات الشيوعية في المدارس والتمرد على السياسية المفروضة.
نشرت سمر العطار في وقتٍ ما كتابًا جديدًا حمل عنوان «الكشف عن أساطير الاستعمار: العرب وأوروبا» (بالإنجليزية: Debunking the Myths of Colonization: The Arabs and Europe)‏ الذي صدر عن دار نشر جامعة أميركا في واشنطن في 300 صفحة من القطع الكبير، وفيه حاولت سمر الإجابة عن سؤال هل الصداقة بين المستعمِر والمستعمَر ممكنة. صدر هذا الكتاب – الذي لم يُترجم إلى اللغة العربية حينها – في وقت واحد عن فروع دار النشر الرئيسية في كل من لانهام، وبولدر، ونيويورك، وتورنتو، وبليموث – إنجلترا، وترك أصداء طيبة في أوساط أكاديمية ونقدية غربية.
ذكر أحد النقاد عن كتاب سمر: «إنَّ هذا الكتاب الممتاز يذهب أبعد عن أن يبرهن على العواقب الجسيمة للاستعمار، وعلى شرح العلاقة الصعبة ما بين المستعمِر والمستعمَر. فهو يقدم مادة غنية جدا لاستمرار النقاش في المستقبل حول طبيعة الأدب العربي الحديث في دراسات جديدة. وقد استخدمت المؤلفة النظريات الأدبية، والسياسية، وما بعد الاستعمار، وهذا ما يدعو لتبني الكتاب في مختلف الكليات الجامعية، واقتنائه من المكتبات.» تصدَّت العطار في الكتاب بمجمله إلى الكشف عن أساطير الاستعمار، وفضح مساوئ هيمنة شعب على آخر، والنتائج السلبية المترتبة على ذلك، كما عالجت فيه موضوع الاستعمار العقلي، وهو من أخطر الأنواع التي تداهم المستعمَر المثقف بحسبها، وتمنعه من معرفة هويته وانتمائه، وتخلق في نفسه مركب نقص مريعا تجاه المستعمر.

## آراء
ترى سمر العطار إنّ الاستعمار البريطاني حرم إدوارد سعيد كطفل من اسمه العربي، ومن لغته، ومن معرفة واسعة في الأدب العربي، لا لشيء إلا لأنه أرسل إلى مدارس إنجليزية تبشيرية منذ نعومة أظفاره. لكن إدوارد استخدم اللغة الإنجليزية، لغة المستعمر، بعد سنين ليُهاجم الهيمنة الاستعمارية على شعوب الأرض كما أكّدت في أحد حواراتها الصحفيّة.
ترى سمر أيضًا أنَّ المؤرخين الغربيين، وعلماء الاجتماع، والإنسان، والعلوم السياسية، يركزون في دراساتهم عادة على بعض المستعمرين، لكنهم ينسون أو يتناسون مستعمرين آخرين. أما إذا ما ذكروا هؤلاء فإنهم يجدون الأعذار للمستعمر ويرفعون من قيمة الاستعمار. تذهبُ العطار إلى أنَّ المدينة التي فتحت أبوابها للتقدم كما يمثله ميناؤها، وشبكات مواصلاتها، ومعاملها، ومستوطناتها الأجنبية، ومدارسها التبشيرية، لم تعرف إلا الاضطهاد والظلم. فالمشروع التنويري – بحسبها – الذي يُركّز على العقل قد أصبح مشروعًا غير عقلاني تسيطر عليه أساطير جديدة.

## قائمة أعمالها
هذه قائمةٌ بأبرز أعمال الكاتبة والروائيّة السورية سمر العطار:
- لينا لوحة فتاة دمشقيّة[19][20]
- الكشف عن أساطير الاستعمار: العرب وأوروبا[21][22]